# NGC 5251
NGC 5251 ist eine 13,9 mag helle linsenförmige Radiogalaxie vom Hubble-Typ S0-a im Sternbild Bärenhüter. Sie ist schätzungsweise 493 Millionen Lichtjahre von der Milchstraße entfernt.
Das Objekt wurde am 11. April 1785 von Wilhelm Herschel mit einem 18,7-Zoll-Spiegelteleskop entdeckt, der sie dabei mit „eF, vS, 240 power left a little doubt“ beschrieb.